# Zikmund Schul
Zikmund Schul (Chemnitz, 11 gennaio 1916 – campo di concentramento di Theresienstadt, 2 giugno 1944) è stato un compositore tedesco.

## Biografia
Zikmund (Siegmund) Schul nacque in Chemnitz, in una famiglia ebraica, e trascorse la sua gioventù a Kassel. Poco si conosce della sua vita. Si trasferì a Praga nel 1933. Nel 1937 cominciò lo studio di composizione con Alois Hába. In quegli anni legò con Victor Ullmann. Schul sposò nel 1941 Olga Stern; entrambi furono deportati al campo di concentramento di Theresienstadt, dove Schul morì di tubercolosi.

## Composizioni
| Opera      | Data    | Titolo                                | Note                                                                   |
| ---------- | ------- | ------------------------------------- | ---------------------------------------------------------------------- |
| op 9b Nr.1 | 1937    | Die Nischt – Gewesenen                | Canto per Mezzosoprano e Pianoforte                                    |
| -          | 1941    | Mogen Ovos                            | Organo e Coro                                                          |
| -          | 1941    | Fuge in E                             | Pianoforte                                                             |
| -          | 1941-42 | 2 Chassidic Dances                    | Viola e violoncello                                                    |
| -          | 1942    | Zaddik                                | Quartetto d'archi                                                      |
| -          | 1942    | Cantata Judaïca Op. 13 (finale)       | Tenore e Coro                                                          |
| -          | 1942    | Ki Tavo al Ha'aretz                   | Coro di voci bianche                                                   |
| -          | 1942    | Uv'tzeil K'nofecho                    | Quartetto d'archi                                                      |
| -          | 1942    | V'l'Yerushalayim                      | Voce e Quartetto d'archi arrangiert nach Vilem Zrzavy                  |
| -          | 1943    | Schiksal                              | Canto per Mezzosoprano, Flauto, Viola e Violoncello da "Dunkle Klänge" |
| -          | 1943    | Duo                                   | Violino e Viola                                                        |
| -          | -       | 3º Frase da una Sonata per Pianoforte |                                                                        |

## Registrazioni
- Chassidische Tänze Op. 15 – Ensemble Alraune; Cd Novantiqua
- Chassidische Tänze Op. 15 – Julia Rebekka Adler, viola Thomas Ruge, violoncello; Cd Neun Music
- Die Nischt-Gewesenen – Wolfgang Holzmair, baritono, Russell Ryan, pianoforte; Bridge Records

Tutta la musica scritta nei Campi di Concentramento è contenuta nell'enciclopedia-Cd KZ MUSIK creata da Francesco Lotoro